# كسوف الشمس 3 أكتوبر 2043
سيحدث كسوف حلقي للشمس يوم السبت 3 أكتوبر 2043. يحدث كسوف الشمس عندما يمر القمر بين الأرض والشمس ، وبالتالي يحجب صورة الشمس كليًا أو جزئيًا عن مشاهد على الأرض. يحدث الكسوف الحلقي للشمس عندما يكون القطر الظاهري للقمر أصغر من قطر الشمس ، مما يحجب معظم ضوء الشمس ويتسبب في أن تبدو الشمس وكأنها حلقة (حلقة). يظهر الخسوف الحلقي على شكل كسوف جزئي فوق منطقة من الأرض يبلغ عرضها آلاف الكيلومترات.

## الصور
مسار متحرك

## الخسوفات ذات الصلة

### كسوف الشمس 2040-2043
هذا الكسوف هو جزء من سلسلة كسوف الشمس 2040-2043. يتكرر الكسوف في كل 177 يومًا تقريبًا و 4 ساعات في العقد المتناوبة من مدار القمر.
| مجموعات سلسلة كسوف الشمس من 2040 إلى 2043 | مجموعات سلسلة كسوف الشمس من 2040 إلى 2043  | مجموعات سلسلة كسوف الشمس من 2040 إلى 2043 | مجموعات سلسلة كسوف الشمس من 2040 إلى 2043 | مجموعات سلسلة كسوف الشمس من 2040 إلى 2043 |
| ----------------------------------------- | ------------------------------------------ | ----------------------------------------- | ----------------------------------------- | ----------------------------------------- |
| عقدة تصاعدية                              | عقدة تصاعدية                               |                                           | عقدة تنازلية                              | عقدة تنازلية                              |
| 119                                       | مايو 11, 2040 جزئي                         | 124                                       | نوفمبر 4, 2040 حلقي                       |                                           |
| 129                                       | أبريل 30, 2041 كلي                         | 134                                       | أكتوبر 25, 2041 حلقي                      |                                           |
| 139                                       | أبريل 20, 2042 [الإنجليزية] كلي            | 144                                       | أكتوبر 14, 2042 [الإنجليزية] حلقي         |                                           |
| 149                                       | أبريل 9, 2043 [الإنجليزية] كلي (غير مركزي) | 154                                       | أكتوبر 3, 2043 حلقي (غير مركزي)           |                                           |

### دورة ميتونيك
تتكرر السلسلة ميتونيك كل 19 عامًا (6939.69 يومًا) ، وتستمر حوالي 5 دورات. يحدث الكسوف في نفس تاريخ التقويم تقريبًا. بالإضافة إلى ذلك ، تتكرر سلسلة أكتون الفرعية 1/5 من ذلك أو كل 3.8 سنوات (1387.94 يومًا). تحدث جميع الكسوفات في هذا الجدول عند العقدة الصاعدة للقمر.
| 21 حدثًا بين 22 يوليو 1971 و 22 يوليو 2047 | 21 حدثًا بين 22 يوليو 1971 و 22 يوليو 2047 | 21 حدثًا بين 22 يوليو 1971 و 22 يوليو 2047 | 21 حدثًا بين 22 يوليو 1971 و 22 يوليو 2047 | 21 حدثًا بين 22 يوليو 1971 و 22 يوليو 2047 |
| يوليو 21–22                               | مايو 9–11                                 | فبراير 26–27                              | ديسمبر 14–15                              | أكتوبر 2–3                                |
| 106                                       | 108                                       | 110                                       | 112                                       | 114                                       |
| ----------------------------------------- | ----------------------------------------- | ----------------------------------------- | ----------------------------------------- | ----------------------------------------- |
| يوليو 21, 1952                            | مايو 10, 1956                             | فبراير 26, 1960                           | ديسمبر 16, 1963                           | أكتوبر 3, 1967                            |
| 116                                       | 118                                       | 120                                       | 122                                       | 124                                       |
| يوليو 22, 1971 [الإنجليزية]               | مايو 11, 1975 [الإنجليزية]                | فبراير 26, 1979 [الإنجليزية]              | ديسمبر 15, 1982 [الإنجليزية]              | أكتوبر 3, 1986 [الإنجليزية]               |
| 126                                       | 128                                       | 130                                       | 132                                       | 134                                       |
| يوليو 22, 1990 [الإنجليزية]               | مايو 10, 1994 [الإنجليزية]                | فبراير 26, 1998 [الإنجليزية]              | ديسمبر 14, 2001                           | أكتوبر 3, 2005                            |
| 136                                       | 138                                       | 140                                       | 142                                       | 144                                       |
| يوليو 22, 2009                            | مايو 10, 2013                             | فبراير 26, 2017                           | ديسمبر 14, 2020 [الإنجليزية]              | أكتوبر 2, 2024                            |
| 146                                       | 148                                       | 150                                       | 152                                       | 154                                       |
| يوليو 22, 2028                            | مايو 9, 2032                              | فبراير 27, 2036                           | ديسمبر 15, 2039                           | أكتوبر 3, 2043                            |
| 156                                       |                                           |                                           |                                           |                                           |
| يوليو 22, 2047 [الإنجليزية]               |                                           |                                           |                                           |                                           |

### سلسلة اينكس
هذا الكسوف هو جزء من دورة اينكس طويلة الأمد ، يتكرر عند العقد المتناوبة ، كل 358 شهرًا سينوديًا (≈ 10571.95 يومًا ، أو 29 عامًا ناقص 20 يومًا).
مظهرها وخط طولها غير منتظمين بسبب عدم التزامن مع الشهر غير الطبيعي (فترة الحضيض). ومع ذلك ، فإن مجموعات 3 دورات اينكس (87 سنة ناقص شهرين) تقترب (≈ 1،151.02 شهرًا غير طبيعي) ، لذا فإن الكسوف متشابه في هذه المجموعات.
| أعضاء سلسلة اينكس بين عامي 1901 و 2100: | أعضاء سلسلة اينكس بين عامي 1901 و 2100: | أعضاء سلسلة اينكس بين عامي 1901 و 2100: |
| --------------------------------------- | --------------------------------------- | --------------------------------------- |
| 22 نوفمبر 1919 (ساروس 141)              | 1 نوفمبر 1948 (ساروس 142)               | 12 أكتوبر 1977 (ساروس 143)              |
| 22 سبتمبر 2006 (ساروس 144)              | 2 سبتمبر 2035 (ساروس 145)               | 12 أغسطس 2064 (ساروس 146)               |
| 23 يوليو 2093 (ساروس 147)               |                                         |                                         |

### سلسلة تريتوس
هذا الكسوف هو جزء من دورة تريتوس ، يتكرر عند العقد المتناوبة كل 135 شهرًا متزامنًا (≈ 3986.63 يومًا ، أو 11 عامًا ناقص شهر واحد). مظهرها وخط طولها غير منتظمين بسبب نقص التزامن مع الشهر غير الطبيعي (فترة الحضيض) ، لكن التجمعات المكونة من 3 دورات تريتوس (33 عامًا ناقص 3 أشهر) تقترب (≈ 434.044 شهرًا غير طبيعي) ، لذا فإن الكسوف متشابه في هذه التجمعات.[بحاجة لمصدر]
| أعضاء سلسلة تريتوس بين عامي 1901 و 2100 | أعضاء سلسلة تريتوس بين عامي 1901 و 2100 | أعضاء سلسلة تريتوس بين عامي 1901 و 2100 | أعضاء سلسلة تريتوس بين عامي 1901 و 2100 |
| --------------------------------------- | --------------------------------------- | --------------------------------------- | --------------------------------------- |
| 9 سبتمبر 1904 (ساروس 133)               | 10 أغسطس 1915 (ساروس 134)               | 9 يوليو 1926 (ساروس 135)                |                                         |
| 8 يونيو 1937 (ساروس 136)                | 9 مايو 1948 (ساروس 137)                 | 8 أبريل 1959 (ساروس 138)                |                                         |
| 7 مارس 1970 (ساروس 139)                 | 4 فبراير 1981 (ساروس 140)               | 4 يناير 1992 (ساروس 141)                |                                         |
| 4 ديسمبر 2002 (ساروس 142)               | 3 نوفمبر 2013 (ساروس 143)               | 2 أكتوبر 2024 (ساروس 144)               |                                         |
| 2 سبتمبر 2035 (ساروس 145)               | 2 أغسطس 2046 (ساروس 146)                | 1 يوليو 2057 (ساروس 147)                |                                         |
| 31 مايو 2068 (ساروس 148)                | 1 مايو 2079 (ساروس 149)                 | 31 مارس 2090 (ساروس 150)                |                                         |

## روابط خارجية
- www.solar-eclipse.de - متوسط التغطية السحابية والمدن على طول مسار الكسوف
- http://eclipse.gsfc.nasa.gov/SEplot/SEplot2001/SE2038Jan05A. GIF
- http://eclipse.gsfc.nasa.gov/SEplot/SEplot2001/SE2038Jul02A. GIF